# Wollheims paradox
Wollheims paradox är ett problem inom politisk filosofi som pekar på en inneboende motsättning i demokratibegreppet. Paradoxen belyser det faktum att en person samtidigt kan förespråka två motstridiga handlingsalternativ A och B, under förutsättning att personen anser att demokratiskt fattade beslut bör följas. Paradoxen formulerades av den brittiske filosofen Richard Wollheim 1962 i en artikel med titeln A paradox in the theory of democracy.

## Sammanfattning
I sin artikel beskriver Wollheim en maskin för beslutsfattande som sammanställer de röstberättigades röster på ett sådant sätt att resultatet undantagslöst ger det mest demokratiska resultatet. Han antar vidare att en röstberättigad person har preferenser som gör att denne föredrar det politiska förslaget A framför förslaget B, och att förslagen är ömsesidigt uteslutande. Personen anser att förslag A bör förverkligas, och dessutom att han bör rösta på det förslag han anser bör förverkligas. Alltså lägger han sin röst på alternativ A i maskinen. I det här fallet ger maskinen däremot resultatet B när alla röstberättigade har lagt sin röst, till exempel på grund av att alternativ B har fått fler röster än alternativ A. Eftersom personen är demokratiskt sinnad anser han nu att det förslag som den demokratiska processen ger bör förverkligas, i det här fallet B. Alltså anser personen samtidigt att både förslag A och förslag B bör förverkligas, vilket är en motsägelse.

## Analys
Wollheim presenterar i sin uppsats två sätt att undvika paradoxen, som han sedan avvisar. Den första strategin bygger på att personen egentligen inte alls föredrar A, utan att hans preferens egentligen ska formuleras "A, om tillräckligt många röstar så". Felet är enligt Wollheim att preferensen i så fall enbart kommer att handla om att det resultat som maskinen ger, och inte om vad personen själv anser om de bägge förslagen. Det är nämligen ingen skillnad mellan "A, om tillräckligt många röstar så" och "B, om tillräckligt många röstar så". Dessa preferenser är ekvivalenta med "vilket resultat maskinen än ger", alltså att personen i fråga ger sitt bifall till den demokratiska maskinen som sådan. Men maskinens funktion förutsätter att den kan sammanställa de röstberättigades preferenser om olika handlingsalternativ.
Den andra lösningen som Wollheim avvisar går ut på att personen egentligen inte föredrar B, utan snarare anser att det är klokt eller taktiskt smart att acceptera maskinens resultat. Preferensen för B är då av ett annat slag än den moraliskt baserade preferensen för A, vilket gör att paradoxen upplöses. Problemet med den här lösningen är att det antagligen finns åtminstone några människor som anser att det finns etiska skäl till att den demokratiska maskinens beslut bör följas, även om många säkert bara anser att det är klokt eller taktiskt smart att acceptera maskinens resultat. Paradoxen kvarstår för den som har moraliska skäl, vilket gör att problemet måste lösas på ett annat sätt.
Wollheim framför också ett eget, skissartat förslag till analys som gör att paradoxen inte uppstår. Förslaget bygger på att Wollheim postulerar två olika principer för moraliska värderingar, direkta och indirekta. En entitets direkta moraliska värde följer ur generella deskriptiva termer som kan användas för att peka ut handlingar, tankar, beslut eller andra företeelser, t.ex. "mord", "avundsjuka", "preventivmedel" och "ljuga". Ett indirekt moraliskt värde avser däremot handlingar eller andra företeelser som inte kan pekas ut med hjälp av en gemensam egenskap, utan som identifieras med ett artificiellt värde som tillkommer dem genom resultatet av en medveten handling eller åtgärder som vidtagits av en institution. Tanken är nu att påståendena "A bör förverkligas" och "B bör förverkligas" inte är motstridiga om den ena är ett uttryck för en direkt princip och den andra följer ur en indirekt princip.